# Zabytki w powiecie bialskim
Zabytki powiatu bialskiego:

## Gmina Leśna Podlaska
- Dwór w Droblinie

## Gmina Biała Podlaska
- Cicibór Duży

– cerkiew unicka, ob. kaplica rzym.-kat. pw. św. Anny, 1655,
– cmentarz unicki, pocz. XIX,
- Grabanów

– zespół dworski, XVIII-XIX,
– dwór
– stajnie
– wozownie
– park
- Dokudów

– kaplica przydrożna, drewn., XIX,
- Hrud

– cerkiew prawosławna, ob. kościół rzym.-kat. pw. Zwiastowania NMP, drewn., 1875,
- Kozula

– zespół dworski, k. XIX,
– dwór
– park
- Łukowce

– cmentarz unicki, 2 poł. XVIII,
- Ortel Książęcy

– cerkiew prawosławna, ob. kościół rzym.-kat. par. pw. Narodzenia NMP, drewn., 1887,
- Roskosz

– zespół dworski i folwarczny,
– dwór, 1830
– stajnia, 1830
– park z aleją dojazdową, 2 poł. XIX
– gorzelnia, 1888
– 2 magazyny, 1888
– obora 1888
- Styrzyniec

– zespół dworski, XIX,
– dwór
– park
- Swory

– kościół par. pw. Najśw. Serca Pana Jezusa, drewn., 1908,
– ogrodzenie z bramą
– cmentarz unicko-katolicki, XVII-XIX,
- Sycyna

– cmentarz unicki, ob. prawosławny, 1 poł. XIX,

## Gmina Janów Podlaski
- Jakówki

– zespół dworski, k. XIX,
– dwór
– suszarnia tytoniu
– spichlerz, drewn.
– ogród
- Janów Podlaski

– układ urbanistyczny,
– kościół dominikanów, ob. fil. pw. św. Jana Chrzciciela, ul. Skalskiego 22, 1790–1801, XIX,
– cmentarz kościelny, j.w.
– zespół seminaryjny (katedralny),
– kościół, ob. par. pw. Świętej Trójcy, 1714-35
– dzwonnica, 1745
– seminarium (2 budynki), ob. szkoła, poł. XVIII, XIX, XX
– altana, poł. XVIII
– ogród
– ogrodzenie, XVIII-XIX
– cmentarz unicki, ob. rzym.-kat., k. XVIII, 1930, nr rej.: A/79 z 21.11.1966 i z 14.11.1994
– kaplica pw. św. Rocha, poł. XIX
– ogrodzenie z bramą, poł. XIX
– zespół zamkowy, 4 ćw. XVIII, nr rej.: A/611 z 11.09.1956 i z 12.06.1972:
– oficyna
– oficyna
– grota Naruszewicza
– park z pozostałościami umocnień ziemnych
– dom, tzw. Ryttów, ul. Piłsudskiego 9, 1793, nr rej.: A/201 z 13.02.1967
- Janów Podlaski – Zaborek

– zespół architektoniczno-krajobrazowy o charakterze skansenu „Uroczysko Zaborek”,
– młyn wodny, ob. dom mieszk., drewn, pocz. XX
– spichrz „dworski”, ob. dom mieszk., drewn, ok. 1920
– chata, przeniesiona z m. Kwasówka, ob. dom mieszk., drewn, 2 poł. XIX, 2002
– kościół, przeniesiony z m. Choroszczynka, ob. sala wystawowa, drewn,
1923-26, 1937-38, 2003
– kuźnia, przeniesiona z m. Żuki, ob. sala wystawowa, drewn, 1947, 1996
– wiatrak „koźlak”, przeniesiony z m. Zaczopki, ob. dom mieszk., drewn, 1923, 1998
– chata „zaścianek”, przeniesiona z m. Leszczanka, ob. dom mieszk., drewn, k. XIX, 2001
– plebania, przeniesiona z m. Czemierniki, ob. dom mieszkalny, drewn., 1880, 1995,
– spichrz, przeniesiony z m. Nowa Kornica, drewn., 1 poł. XIX, 2005,
- Klonownica-Plac

– zespół dworski,
– dwór, 1910
– park, 2 poł. XIX
- Stary Bubel

– zespół d. cerkwi unickiej,
– cerkiew, ob. kościół rzym.-kat. fil. pw. śś. Janów Apostoła i Ewangelisty, drewn., 1861,
– dzwonnica, drewn., XIX/XX,
– cmentarz przy kościele
- Stary Pawłów

– kaplica unicka, fil. pw. św. Mikołaja, drewn., 1930,
- Woroblin

– zespół dworski,
– dwór, ob. szkoła, 1858, 1916
– park z aleją dojazdową, k. XIX
- Wygoda

– założenie krajobrazowo-przestrzenne stadniny koni, 1 poł. XIX,
– zespół budynków mieszkalnych
– park z wybiegami
– aleja brzozowa
– zespół stajni:
– stajnia „Zegarowa”, 1841
– stajnia „Czołowa”, 1885
– stajnia „Woroncowska”, 1885
– stajnia „Wyścigowa”, 1848
– brama wjazdowa, 1840